# Coal Hill
Coal Hill is een plaats (city) in de Amerikaanse staat Arkansas, en valt bestuurlijk gezien onder Johnson County.

## Demografie
Bij de volkstelling in 2000 werd het aantal inwoners vastgesteld op 1001. In 2006 is het aantal inwoners door het United States Census Bureau geschat op 1057, een stijging van 56 (5,6%).

## Geografie
Volgens het United States Census Bureau beslaat de plaats een oppervlakte van 7,0 km², geheel bestaande uit land. Coal Hill ligt op ongeveer 144 m boven zeeniveau.

## Plaatsen in de nabije omgeving
De onderstaande figuur toont nabijgelegen plaatsen in een straal van 16 km rond Coal Hill.